# Bomstad
Bomstad är en bebyggelse vid Vänerns norra strand sydväst om Karlstad i Karlstads kommun. Sedan 2020 avgränsar SCB här  en småort.